# Pseudoficimia frontalis
Pseudoficimia frontalis är en ormart som beskrevs av Cope 1864. Pseudoficimia frontalis är ensam i släktet Pseudoficimia som ingår i familjen snokar. IUCN kategoriserar arten globalt som livskraftig. Inga underarter finns listade i Catalogue of Life.
Arten är med en längd upp till 75 cm en liten orm. Den förekommer i Mexiko. Ormen liknar medlemmarna i släktet Ficimia. Den är sällsynt.